# Lichtenstein (Adelsgeschlecht)

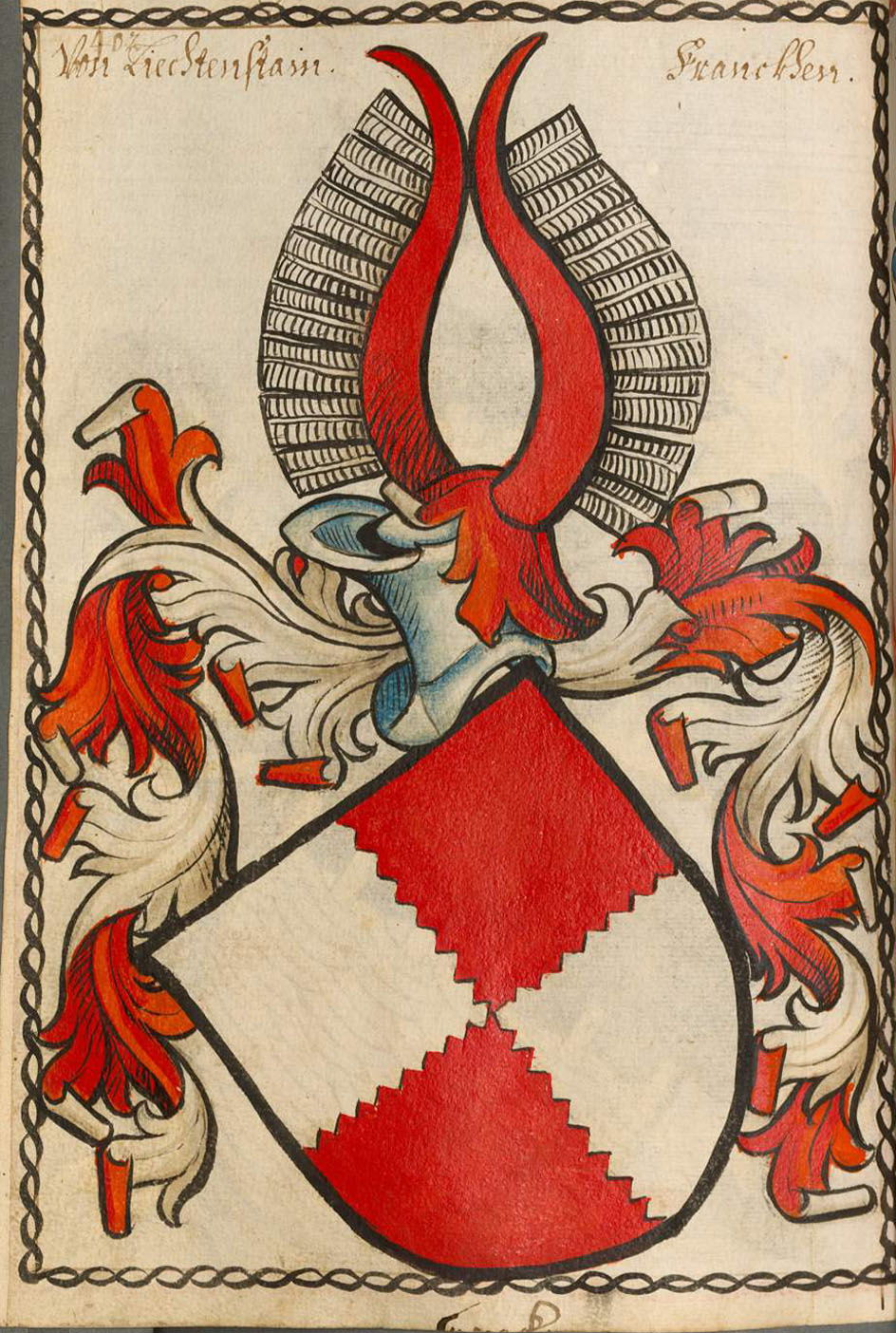
Wappen der Lichtenstein in Scheiblers Wappenbuch

Lichtenstein oder Liechtenstein (auch: Stein von Lichtenstein) war der Name eines fränkischen Adelsgeschlechts mit Sitz im Ritterkanton Baunach. Der Stammsitz des Geschlechtes, die Burg Lichtenstein, steht zwischen Ebern und Maroldsweisach auf einem Höhenzug der Haßberge. Das Geschlecht ist um 1850 im Mannesstamm erloschen.

## Geschichte

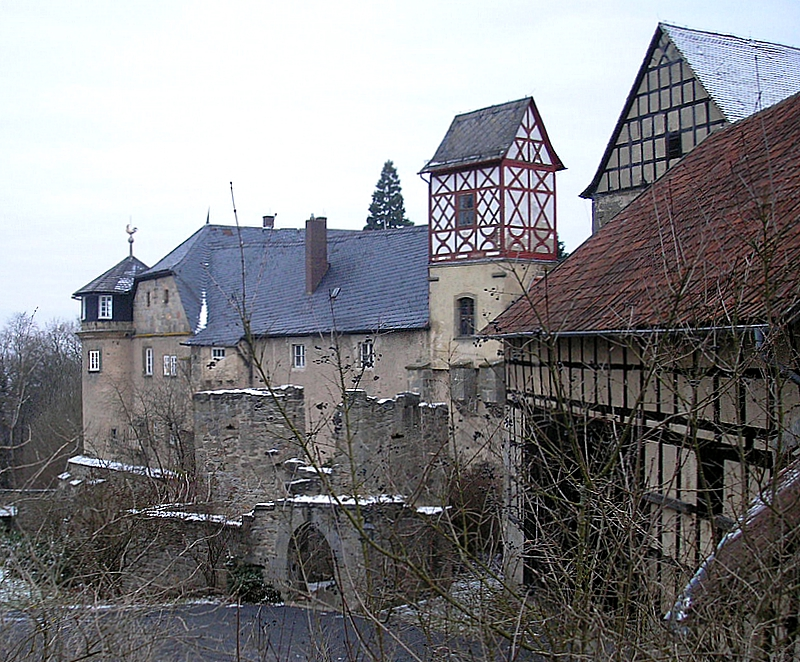
Burg Lichtenstein (Unterfranken)

Die Stein von Lichtenstein waren wahrscheinlich Nachfahren der Edelfreien von Stein (de lapide), deren ursprünglicher Sitz der Felsburgstall Teufelsstein unterhalb der Burg Lichtenstein gewesen sein könnte. Um 1200 dürften sie sich in die Linien auf Burg Lichtenstein (die hier behandelte Familie) und auf Burg Altenstein geteilt haben (Letztere siehe: Stein zu Altenstein, diese sind 1878 erloschen).
1232 wurde die Burg Lichtenstein zusammen mit der Nachbarburg Altenstein erstmals urkundlich erwähnt. Der auf Lichtenstein ansässige Stamm erschien erstmals urkundlich am 21. März 1336 mit „Apel von Lichtenstein“. Die Lichtensteiner waren Dienstmannen des Hochstifts Würzburg und oft Burgmannen und Amtsleute auf hochstiftischen Burgen, etwa auf der Burg Geiersberg über Seßlach. Im 13. Jahrhundert konnte das konkurrierende Hochstift Bamberg die Stammburg Lichtenstein kurzzeitig unter seine Kontrolle bringen und versuchte, letztlich erfolglos, die Familie in seine Gefolgschaft zu integrieren, als Tayno von Lichtenstein sich 1257 mitsamt der Stammburg dem konkurrierenden Hochstift Bamberg unterwerfen musste. Bischof Adalbert zahlte dafür 100 Pfund Heller an den Burgherren und versprach ihm weitere 100 Pfund, wenn er ihm die Burg offenhielt.
Die Burg Lichtenstein wurde als große Ganerbenburg in vier Teilburgen unterteilt, von denen heute nur noch die Südburg bewohnt ist, die anderen sind teils Ruinen, teils verschwunden.
Die zahlreichen Nebenlinien der Herren von Lichtenstein überschnitten sich teilweise. Ein Familienstammbaum ist bei Johann Gottfried Biedermann dargestellt.
Die Herren von Lichtenstein sind um 1850 im Mannesstamm erloschen. Nach Isolde Maierhöfer (Historischer Atlas von Bayern, Heft Ebern) war ein Robert von Lichtenstein (gest. 1850 in Freising) der Letzte seines Geschlechtes. Allgemein wird jedoch angenommen, die Familie sei bereits mit Karl August von Lichtenstein zu Lahm im Jahr 1845 ausgestorben.

## Besitze
Neben der Burg Lichtenstein besaß die Familie u. a. Güter bzw. Schlösser in:
- Billmuthausen (ca. 1370 bis ??)

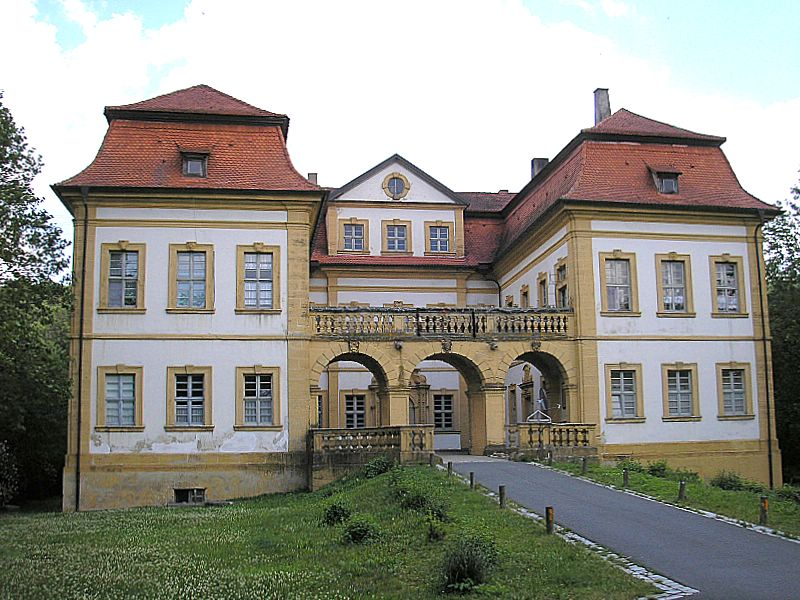
Schloss Heilgersdorf

- Bischwind (ab 1268, Nachbarort von Lichtenstein)
- Buttenheim, Unteres Schloss (bis 1438)
- Daschendorf bei Baunach
- Wasserburg Gemünda (nach 1400 bis zur Niederlegung Ende des 18. Jahrhunderts)
- Gereuth (ab 1317)
- Heilgersdorf (14. bis Ende 18. Jahrhundert)
- Heiligendorf[2]
- Heinersdorf (1412 bis Ende 18. Jahrhundert)
- Hohenstein (15./16. Jahrhundert)
- Lahm (1333 bis 1819)
- Memmelsdorf
- Reckendorf
- Schottenstein (ab 16. Jahrhundert)
- Schloß Geiersberg über Seßlach (1316 bis 1831)
- Wiesen (Seßlach) (um 1400 bis 1818)
- Wüstenwelsberg (Zehntort ab 1322/33)

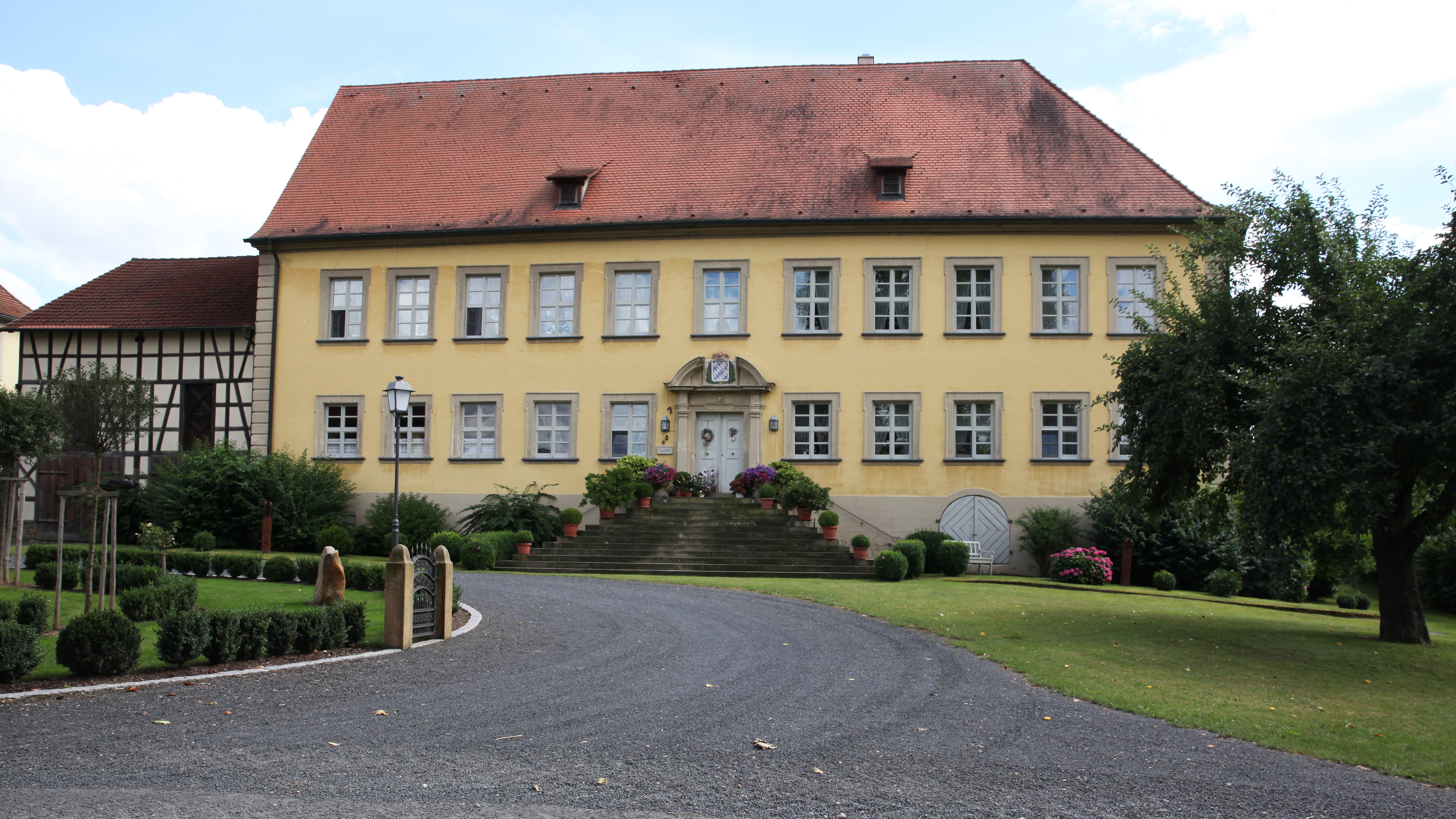
Schloss Lahm
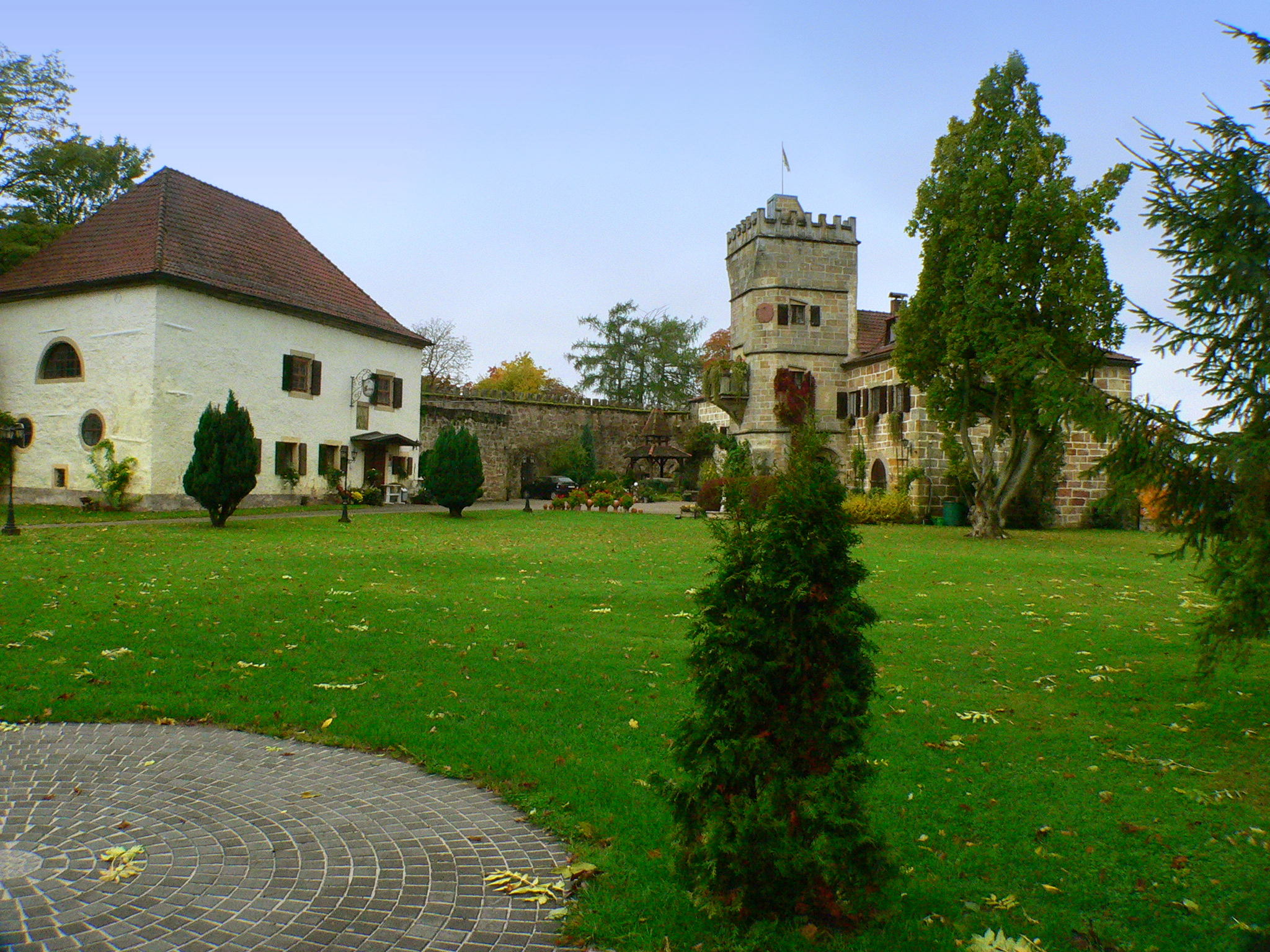
Schloß Geiersberg, Seßlach
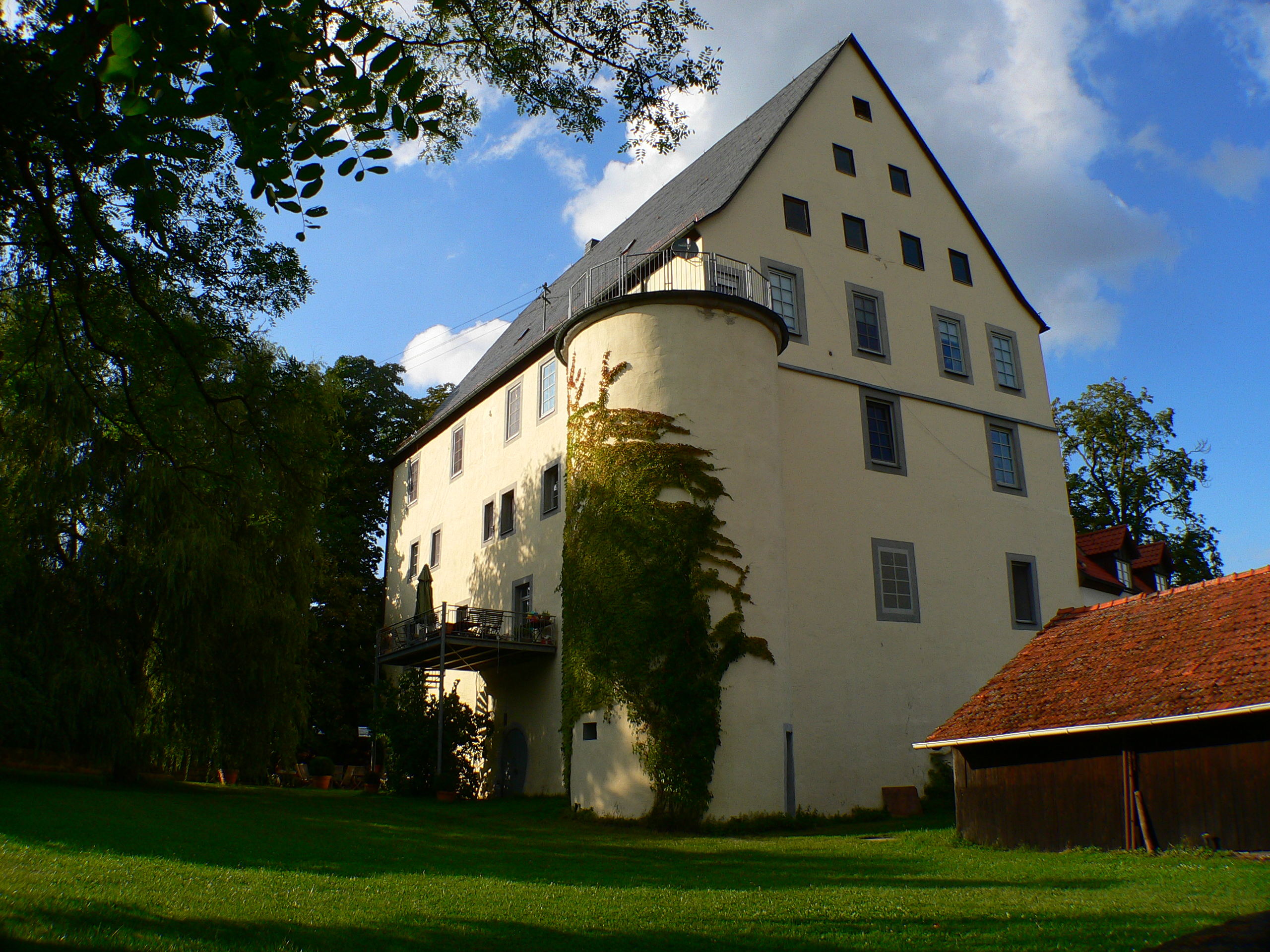
Schloss Wiesen (Seßlach)

Die Familie war in den Ritterkantonen Baunach und Odenwald organisiert.

## Denkmale
Im Kreuzgang des Würzburger Kiliansdoms befindet sich das 1569 von Veit Baumhauer (ein aus Schwäbisch Gmünd stammender Bildhauer) geschaffene Grabmal des 1554 resignierten Domherren und Marschalls Georg von Lichtenstein und  Hohenstein (gestorben 1565) und seiner Ehefrau.
In der Schottensteiner Pfarrkirche St. Pankratius befinden sich ebenfalls zwei Grabsteine aus der zweiten Hälfte des 16. Jahrhunderts. In der Pfarrkirche St. Johannes der Täufer (Seßlach) findet sich ein Epitaph eines Herren von Lichtenstein zu Geiersberg.

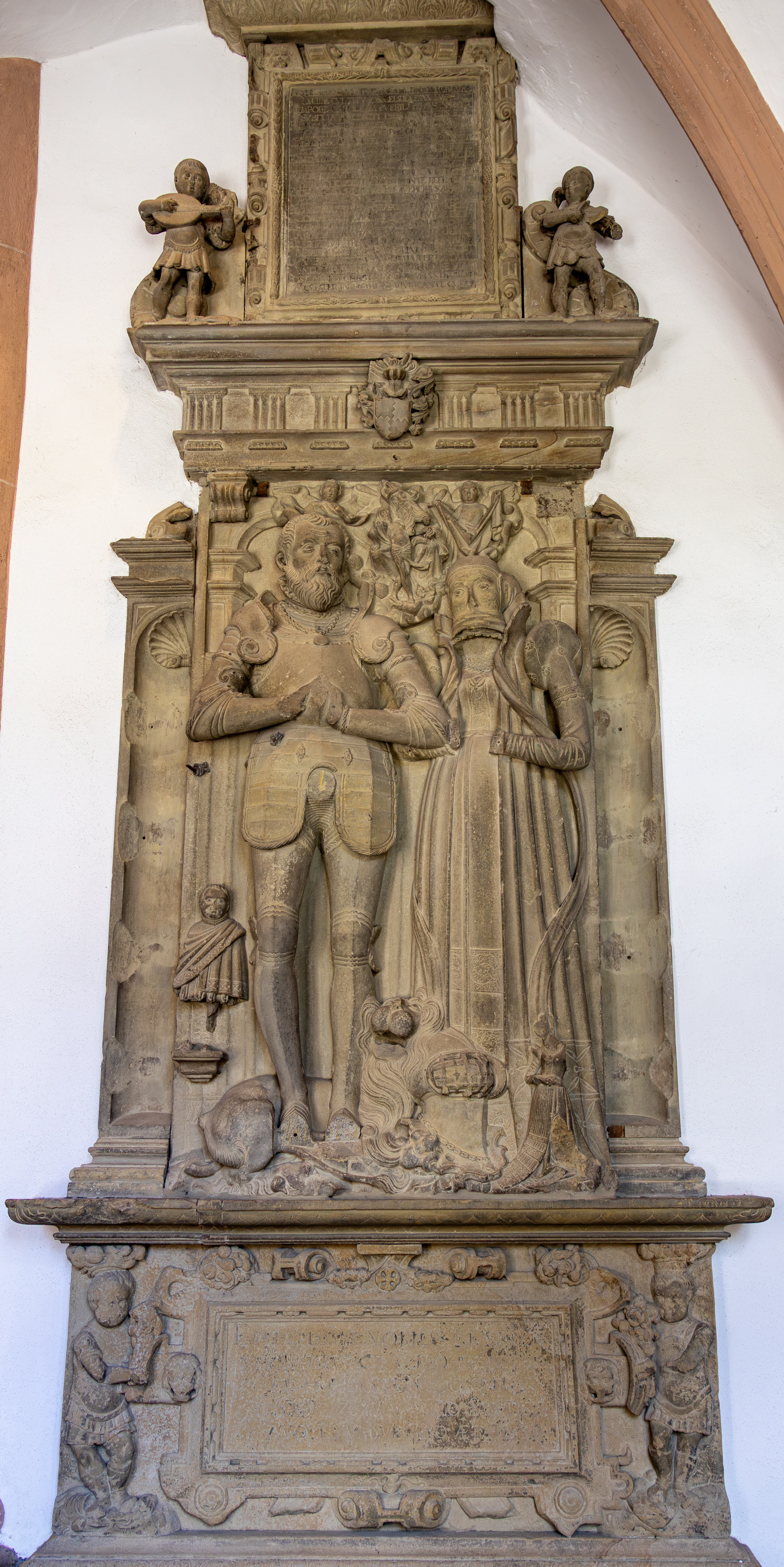
Würzburger Dom
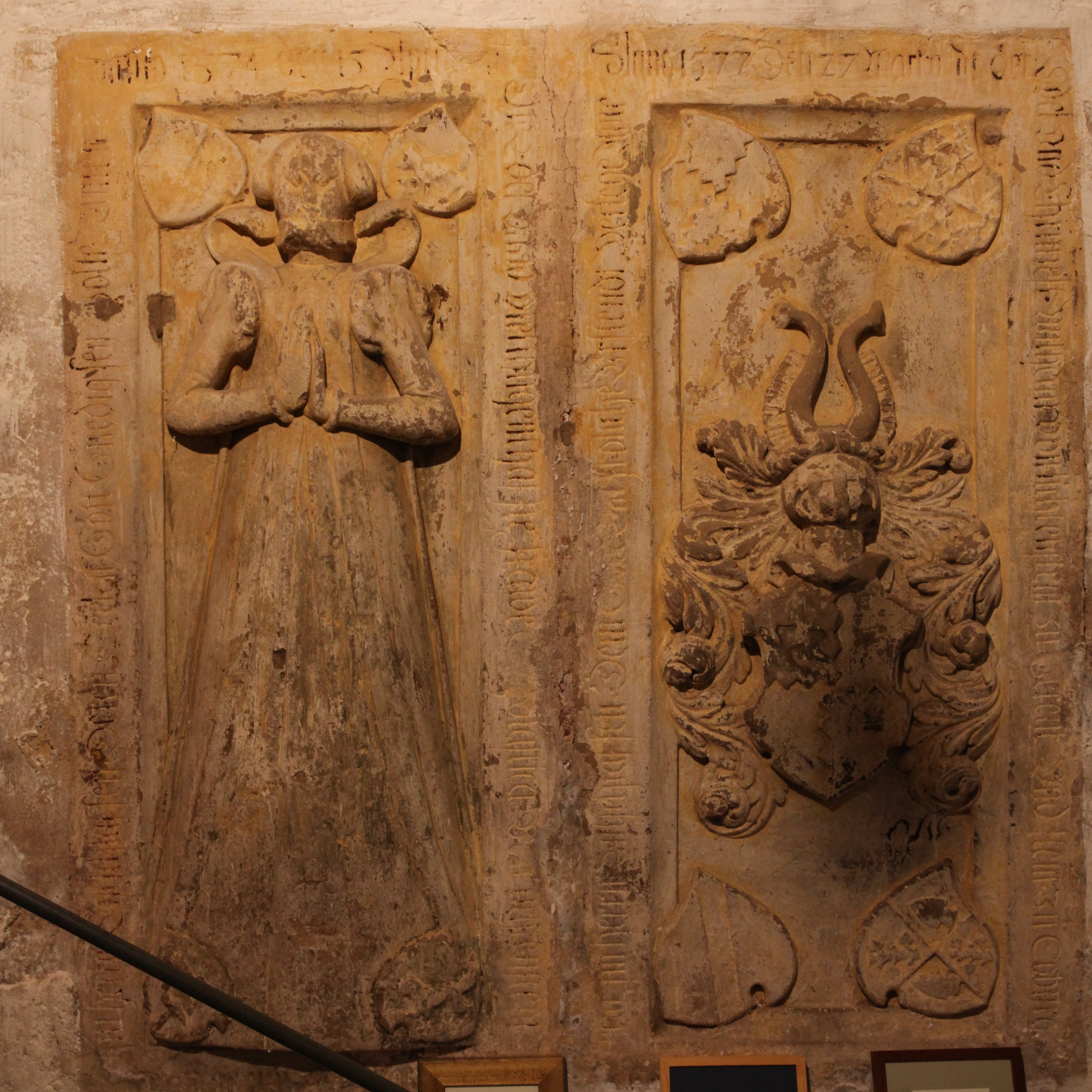
St. Pankratius in Schottenstein
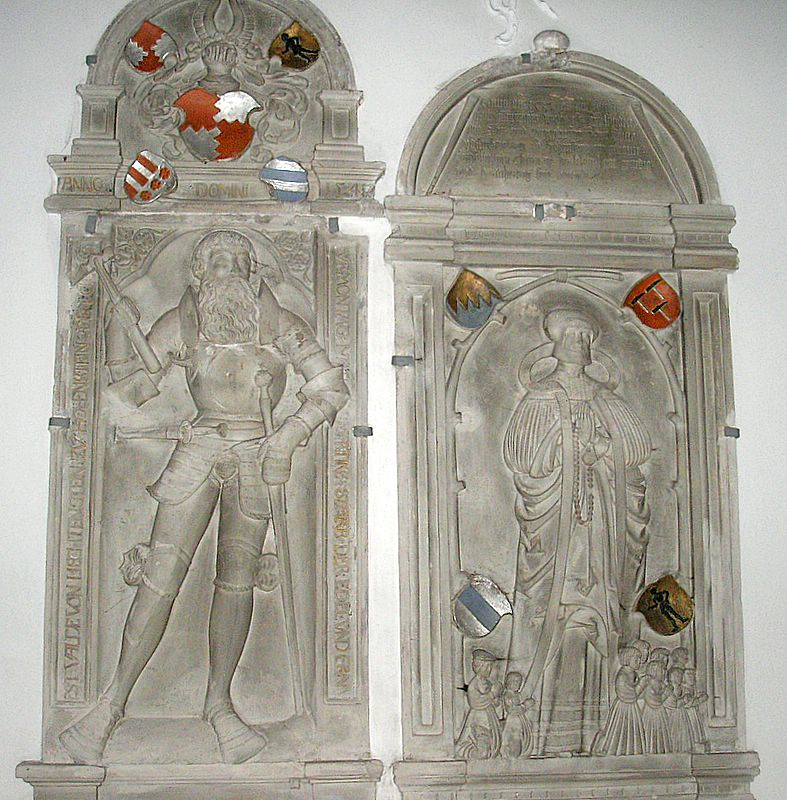
St. Johannes der Täufer (Seßlach)

## Wappen
Blasonierung: „Geviert von Rot und Silber im Zahnschnitt. Auf dem Helm mit rot-silbernen Decken zwei rote Büffelhörner, außen mit je fünf silbernen Straußenfedern besteckt.“
Das Wappen der ehemaligen Gemeinde Schafhof erinnert ebenfalls an das Geschlecht.

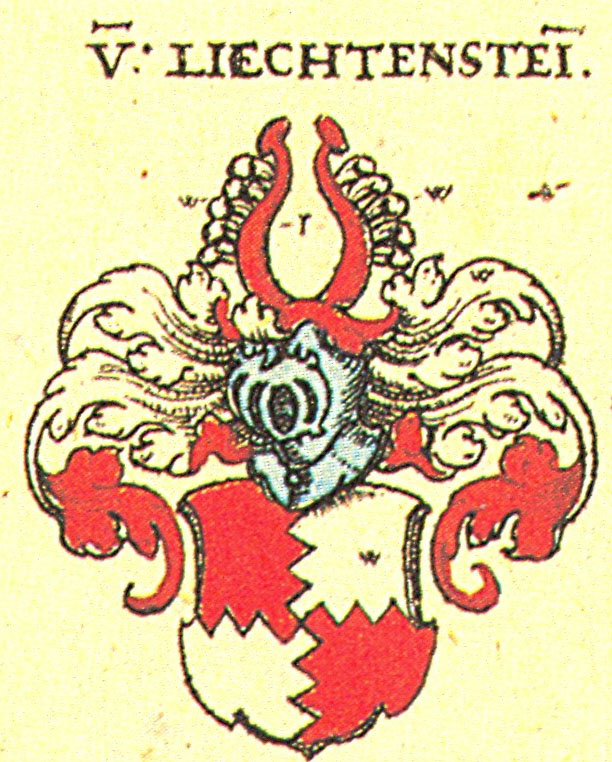
Wappen der Lichtenstein in Siebmachers Wappenbuch
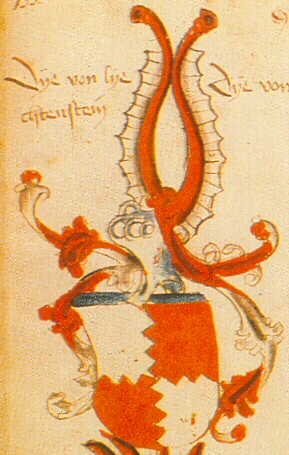
Wappen im Ingeram-Codex
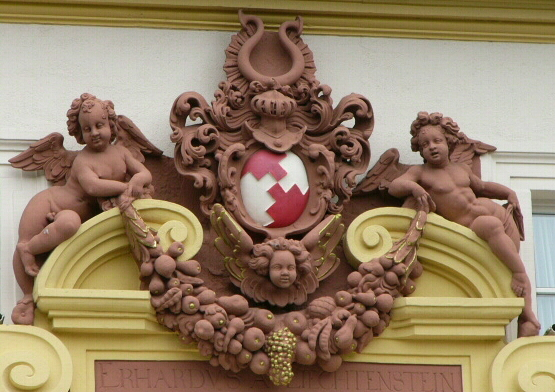
Wappen über einem Portal in Würzburg
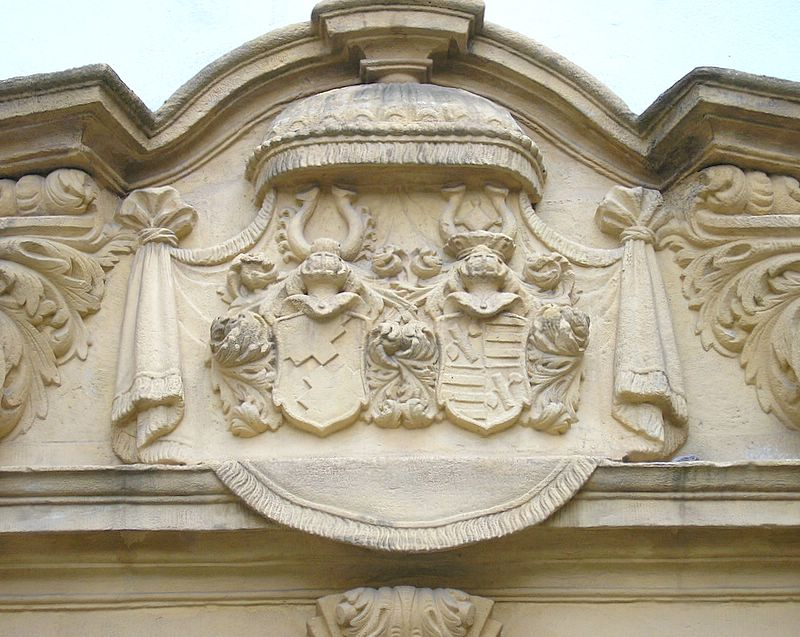
Allianzwappen am Schloss Heilgersdorf

## Gleichnamige, nicht verwandte Adelsgeschlechter
Es gab einige weitere gleichnamige Uradelsgeschlechter, wobei die Schreibweise (mit i oder ie) oft schwankend war:
- Haus Liechtenstein (von der Burg Liechtenstein bei Wien, heute Fürstentum Liechtenstein)
- Ministerialen auf der Burg Liechtenstein (Steiermark)
- Herren (später Grafen) von Liechtenstein-Kastelkorn (aus Südtirol)
- Ministerialen auf der schwäbischen Burg Alt-Lichtenstein